# Allan Brown (pallanuotista)
Allan Thurston Brown (Pretoria, 24 gennaio 1937) è un ex pallanuotista sudafricano.
Ha fatto parte del Sudafrica che ha disputato il torneo di pallanuoto ai Giochi di Roma 1960.